# Philipp Loosen
Philipp Loosen (* 25. Juli 1880 in Klotten; † 24. Oktober 1962 in Trier) war ein deutscher Regierungsrat und Bürgermeister von Trier.

## Leben
Nach dem Besuch eines Gymnasiums in Cochem erhielt er in Essen eine Stelle als Verwaltungsbeamter. 1919 trat er der SPD bei und von 1919 bis 1924 war er Mitglied in der Trierer Stadtverordnetenversammlung. Von 1920 bis 1924 war er Vorsitzender des SPD-Ortsvereins Trier. Nach einem kurzen Niedergang aufgrund separatistischer Bestrebungen während der Rheinischen Republik war er Wiederbegründer der Arbeiterwohlfahrt in Trier. Den Vorsitz der AWO hielt er jeweils von 1925 bis 1928 und von 1932 bis 1933 inne. Im Jahre 1923 wurde er ehrenamtlicher und von 1924 bis 1930 hauptamtlicher Beigeordneter der Stadt Trier. Vorsitzender des SPD-Unterbezirks Trier war er von 1926 bis 1927 und von 1930 bis 1932. Nach seiner Ernennung zum Regierungsrat war er Direktor des Arbeitsamtes Trier bis er zu Beginn der NS-Zeit entlassen wurde. Nach Ende des Zweiten Weltkriegs war Loosen von 1945 bis 1950 und 1958 Bürgermeister der Stadt Trier. Nach seinem Tod widmete ihm die Stadt Trier ein Ehrengrab.

## Ehrungen
- 1959 Verleihung des Ehrensiegels der Stadt Trier[3]
- 1963 wurde die Philipp-Loosen-Straße nach ihm benannt.